# بيخوتسي
بَيخُوَتْسِي كرشنة للغات الصينية —كلسان مين نان— إلى أبجدية رومية موضوعة لتلك الغاية. أدخلها مبشرون برسبيتريون إلى إقليم فوجيان وجزيرة تيوان في القرن التاسع عشر.